# Amycus spectabilis
Amycus spectabilis là một loài nhện trong họ Salticidae.
Loài này thuộc chi Amycus. Amycus spectabilis được Carl Ludwig Koch miêu tả năm 1846.